# Thụy hương hồng
Thụy hương hồng (danh pháp hai phần: Daphne cneorum) là một loài cây bụi mọc thấp được trồng vì có hoa màu hồng thơm. Tất cả các bộ phận của loài này đều độc đối với con người. Nó là loài thực vật châu Âu, có trong khu vực từ Alps tới Pyrénées. Loài này cũng phân bố khắp phía tây Canada.

## Danh pháp đồng nghĩa
- Daphne bellojocensis Gand.
- Daphne cneorum var. cantabrica Sennen & Pau
- Daphne cneorum var. glabrata D.A. Webb
- Daphne cneorum var. verlotii (Gren. & Godr.) Meisn.
- Daphne delphini Lavallée
- Daphne odorata Lam.
- Daphne prostrata Salisb.
- Daphne rhodanica Gand.
- Daphne verlotii Gren. & Godr.
- Laureola cneorum (L.) Samp.
- Thymelaea cneorum (L.) Scop.
- Thymelaea odorata Bubani